# Hyrum Smith
Hyrum Smith, född 9 februari 1800, död 27 juni 1844, var äldre broder till Joseph Smith, grundaren av Jesu Kristi Kyrka av Sista Dagars Heliga och själv en av de tidiga ledarna inom Jesu Kristi Kyrka av Sista Dagars Heliga. 
Hyrum Smith föddes i Tunbridge, Vermont som näst äldste son till Joseph Smith den äldre och Lucy Mack Smith.
Hyrum började, efter en kort skolgång, arbeta som lantbrukare. Han gifte sig den 2 november 1826 med Jerusha Barden (1805-1837), med vilken han fick fyra döttrar och två söner. Efter Jerushas död äktade Hyrum 1837 Mary Fielding. Detta äktenskap resulterade i sonen Joseph F. Smith och dottern Martha.
Hyrum och Joseph Smith dödades av en pöbel den 27 juni 1844 i häktet i Carthage, Illinois.